# Brasilocerus belemensis
Brasilocerus belemensis är en skalbaggsart som beskrevs av Wittmer 1988. Brasilocerus belemensis ingår i släktet Brasilocerus och familjen Phengodidae. Inga underarter finns listade i Catalogue of Life.